# Orthomorpha uncinata
Orthomorpha uncinata är en mångfotingart som beskrevs av Carl Graf Attems 1931. Orthomorpha uncinata ingår i släktet Orthomorpha och familjen orangeridubbelfotingar. Inga underarter finns listade i Catalogue of Life.